# ناتالي ريتشارد
ناتالي ريتشارد هي مساعدة سائق ‏ كندية، ولدت في القرن العشرين.